# Reutlingen
Reutlingen est une ville dans l'État (Land) allemand de Bade-Wurtemberg. La ville se situe environ à 40 km de Stuttgart, environ 60 km à l'ouest d'Ulm et 180 km de Strasbourg.

## Géographie
Reutlingen est entourée du Jura souabe (directement derrière les villes d'Eningen unter Achalm et Pfullingen), elle est traversée par un cours d'eau, l'Echaz, et possède deux monts de 706 m et 602 m, respectivement le mont Achalm et le Georgenberg.
La ville est subdivisée en douze quartiers et bourgs, énumérés ci-dessous avec leur blason.
| - Altenburg - Betzingen - Bronnweiler - Degerschlacht | - Gönningen - Mittelstadt - Oferdingen - Ohmenhausen | - Reicheneck - Rommelsbach - Sickenhausen - Sondelfingen |

## Histoire
| Appartenances historiques Comté de Wurtemberg 1143–1240 Saint-Empire (Ville libre) 1240-1803 Électorat de Wurtemberg 1803–1806 Royaume de Wurtemberg 1806–1871 Empire allemand 1871–1918 République de Weimar 1918–1933 Reich allemand 1933–1945 Allemagne occupée 1945–1949 Allemagne de l'Ouest 1949–1990 Allemagne 1990–présent |

### Moyen Âge
En 1030 un premier château fort fut érigé par le Graf (comte) Egino au sommet du Hausberg (la montagne mère) de Reutlingen, appelé mont Achalm. Ce château fort tomba en ruines au XVe siècle et fut rasé durant la guerre de Trente Ans. Il n'en reste aujourd'hui que les fondations en ruines, mais le donjon fut rebâti en 1838 (le travail de rénovation historique et le besoin de mémoire ont commencé en Allemagne bien plus tôt qu'en France) et sert aujourd'hui de belvédère, offrant un point de vue exceptionnel sur le bord du Jura souabe et le Albvorland (plaine).

### Réforme
Au début du protestantisme luthérien, Reutlingen se rallia massivement aux idées réformatrices.
Dès 1519, Mathäus Albert prêcha les thèses de Luther et fut surnommé le Luther Souabe. Reutlingen resta depuis lors un important fief du protestantisme du Bade-Wurtemberg (catholique). La ville devint membre en 1529 de l'alliance de la minorité protestante, et fut avec Nuremberg en 1530 l'une des deux villes libres du sud de l'Allemagne à signer le confessio Augustana à Augsbourg. Les juifs et catholiques furent alors bannis.
Au XIXe siècle, la première communauté catholique se réinstalla à Reutlingen (1823), et l'on comptait 1 700 catholiques en 1900.

### Du statut de ville libre à l’annexion au Wurtemberg

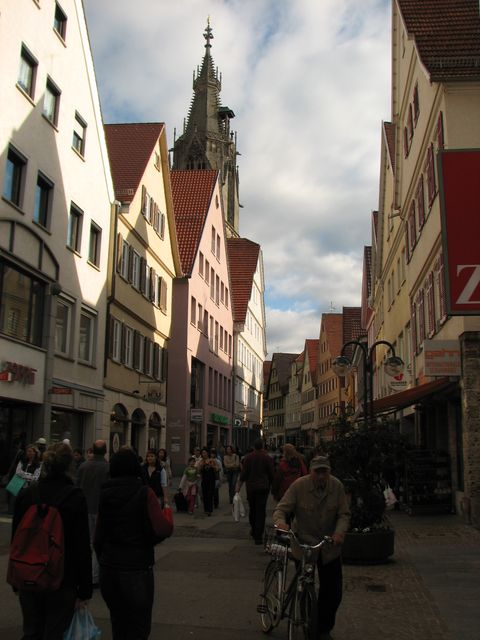
Rue du centre-ville de Reutlingen.

Dans la première moitié du XVIe siècle, sous le règne de l'empereur Maximilien Ier, Reutlingen devint terre d'asile pour les meurtriers - à condition qu'ils aient agi sans préméditation - et la classification de ville libre fut par la suite décrétée, son autonomie lui étant garantie par l'empereur du Saint-Empire romain germanique ; cette autonomie perdurera jusqu'en 1802.
En 1726 survint la plus grosse catastrophe de la ville, puisque celle-ci fut détruite a plus de 80 % lors d'un incendie, faisant perdre leur toit à 1 200 familles.
Dans le cadre des guerres napoléoniennes, la ville perdit son statut et son autonomie au profit de la famille Württemberg à cause de sa résistance à l'envahisseur… À l'époque étaient intégrés les villages de Betzingen, Bronweiler, Ohmenhausen, Wannweil, Stockach et Ziegelhausen à la « ville libre de Reutlingen », et profitaient de la même autonomie (Gomaringenet Hinterweiler en firent aussi partie jusqu'en 1648, mais à la suite de la guerre de Trente Ans, la ville endettée dut les vendre à la famille Württemberg). En 1802, à la suite de l'annexion, les villages nommés précédemment prirent le statut de commune.
La guerre civile de 1848, le printemps des peuples, eut peu de répercussions à Reutlingen, qui (à cause de son passé de ville libre dépendant de l'Empereur) est par ailleurs toujours restée très fidèle (politiquement parlant) au pouvoir central.
L'industrialisation de la ville débuta tard, mais à toute vapeur, avec la mise en service de la ligne de chemin de fer Stuttgart-Plochingen, le (Neckar-Alb-Bahn), en 1859. À la fin du XIXe siècle, la ville devint un fief socialiste à l'avant-garde des mouvements de défense des travailleurs.

### Reutlingen sous le national-socialisme
Après la prise de pouvoir du NSDAP en 1933, la ville sombra dans le national-socialisme : prise de pouvoir dans les institutions communales, interdiction des syndicats. Richard Dederer, fonctionnaire du NSDAP, devint maire (Oberbürgermeister) et resta à ce poste jusqu'à la libération.
La ville comptait en 1933 des familles juives (env. 100 personnes) et tziganes. En effet, le judaïsme a été banni de la ville durant 350 ans, interdiction qui prit fin dans les années 1860, ce qui explique le faible nombre de familles de cette confession dans la ville. Au milieu des années 1930, l'« aryanisation » des commerces juifs fut ordonnée à Reutlingen (les familles ont ainsi été dépossédées de leur outil de travail au profit d'Allemands « aryens »). En 1942, on ne dénombrait officiellement plus de Juifs à Reutlingen, une bonne trentaine d'entre eux ayant fui à l'étranger, les autres ayant été déportés en camps de concentration et d'extermination. Seuls 8 d'entre eux ont survécu. Les Tziganes sont quant à eux pour la plupart morts à Auschwitz-Birkenau.
Les opposants politiques furent aussi envoyés en camps, en particulier le communiste Fritz Wandel qui séjourna à Dachau, et se rallia par la suite à Kalbfell pour reconstruire et démocratiser la ville, détruite à plus de 25 % par l'aviation alliée.
Kabfell était à la tête d'un mouvement de résistants allemands, qui se rebella contre le pouvoir central et put livrer la ville en avril 1945 aux troupes françaises, évitant à celle-ci de plus amples destructions. Le 24 avril l'armée française sur ordre du capitaine Max Rouché exécute quatre personnes civiles comme représailles pour la mort non élucidée d'un soldat français.

### Après-guerre
En 1945, la ville passe sous occupation française et demeure une importante garnison des Forces françaises en Allemagne jusqu'à la fin de la guerre froide. Y ont notamment stationné le 2e régiment de cuirassiers (quartier Daumale), et le 73e régiment d'artillerie puis 24e régiment d'artillerie (quartier Schlesser).
La reconstruction de Reutlingen et sa démocratisation sont étroitement liées à l'action de M. Kalbfell, son maire durant près de trois décennies (jusqu'en 1973).

## Éducation
L'université de Reutlingen a été fondée en 1855. Ce n'est pas une université comme on peut l'entendre en France, mais une université pour les sciences appliquées, où les études sont ponctuées de semestres de stages, selon le principe de la Fachhochschule, en Allemagne.

## Population
En 1907, la ville comptait 25 000 habitants, ce nombre grimpa jusqu'à 50 000 en 1952. En 1988 la barre des 100 000 habitants fut atteinte. En décembre 2004, en poursuivant la courbe statistique élaborée par le Bade-Wurtemberg, ce nombre devrait être passé à 112 229 personnes.
En juin 2004, le nombre d'étrangers résident à Reutlingen s'élevait à 15,2 % (soit 16 541 personnes), d'après les données de la mairie. La plupart venant de Turquie (3 046), Grèce (2 969), Italie (2 050), Croatie (1 642) et Bosnie-Herzégovine (1 132).
Le tableau ci-dessous décrit l'évolution du nombre d'habitants au fil des décennies. Jusqu'en 1733, les chiffres sont le fruit d'estimations et après cette date, ils sont le résultat de recensements et de leur prolongement statistique.
| année               | habitants |
| ------------------- | --------- |
| 1300                | 4.500     |
| 1347                | 5.000     |
| 1542                | 5.420     |
| 1600                | 5.043     |
| 1659                | 4.376     |
| 1733                | 6.663     |
| 7 décembre 1803 ¹   | 7.798     |
| 1er novembre 1822 ¹ | 9.475     |
| 3 décembre 1846 ¹   | 12.660    |
| 3 décembre 1849 ¹   | 12.659    |
| 3 décembre 1852 ¹   | 12.410    |
| 3 décembre 1855 ¹   | 12.367    |
| 3 décembre 1858 ¹   | 12.729    |
| 3 décembre 1861 ¹   | 13.449    |
| 3 décembre 1864 ¹   | 13.420    |
| 3 décembre 1867 ¹   | 13.781    |

| année               | habitants |
| ------------------- | --------- |
| 1er décembre 1871 ¹ | 14.237    |
| 1er décembre 1875 ¹ | 15.246    |
| 1er décembre 1880 ¹ | 16.609    |
| 1er décembre 1885 ¹ | 17.319    |
| 1er décembre 1890 ¹ | 18.542    |
| 2 décembre 1895 ¹   | 19.822    |
| 1er décembre 1900 ¹ | 21.494    |
| 1er décembre 1905 ¹ | 23.848    |
| 1er décembre 1910 ¹ | 29.763    |
| 1er décembre 1916 ¹ | 25.691    |
| 5 décembre 1917 ¹   | 25.355    |
| 8 octobre 1919 ¹    | 28.891    |
| 16 juin 1925 ¹      | 30.501    |
| 16 juin 1933 ¹      | 33.204    |
| 17 mai 1939 ¹       | 38.885    |
| 31 décembre 1945    | 36.562    |

| année               | habitants |
| ------------------- | --------- |
| 29 octobre 1946 ¹   | 36.785    |
| 13 septembre 1950 ¹ | 45.735    |
| 25 septembre 1956 ¹ | 60.481    |
| 6 juin 1961 ¹       | 67.407    |
| 31 décembre 1965    | 73.375    |
| 27 mai 1970 ¹       | 79.534    |
| 31 décembre 1975    | 95.289    |
| 31 décembre 1980    | 95.456    |
| 31 décembre 1985    | 97.030    |
| 25 mai 1987 ¹       | 98.853    |
| 31 décembre 1990    | 103.687   |
| 31 décembre 1995    | 108 565   |
| 31 décembre 2000    | 110 650   |
| 31 décembre 2005    | 112 252   |

## Politique

### Conseil municipal
Les élections du conseil municipal du 13 juin 2004 ont abouti à la répartition des sièges entre partis politiques suivants :
- CDU - 12 sièges
- SPD - 9 sièges
- Grüne et indépendants - 6 sièges
- Électeurs libres - 5 sièges
- WiR (Wir in Reutlingen) - 4 sièges
- FDP - 2 sièges
- BMR (Bürgerliche Mitte Reutlingen) - 2 sièges

Les FDP et BMR se sont unis.

### Maires
Voici la liste des différents maires de Reutlingen, suivis de leur parti politique, et de leur titre officiel (car la fonction de maire a été désignée de plusieurs manières différentes au cours des siècles, ainsi que l'étendue de leurs pouvoirs et responsabilités).
| - 1803 - 1804 : Dr. Christoph Jakob Enslin, Amtsbürgermeister - 1804 : Karl Wilhelm Kenngott, Amtsverweser - 1805 - 1819 : Dr. Clemens Christoph Cammerer, Oberbürgermeister - 1819 - 1837 : August Merkh, Oberbürgermeister - 1837 - 1845 : Carl Joseph Cammerer, Stadtschultheiß - 1845 - 1867 : Wilhelm Grathwohl, Stadtschultheiß - 1867 - 1898 : Dr. Carl Julius, Stadtschultheiß - 1898 - 1929 : Karl Emil Hepp, Stadtschultheiß | - 1929 - 1933 : Dr. Ing. Dr. Karl Haller, Oberbürgermeister - 1933 - 1945 : Dr Richard Dederer, NSDAP, Oberbürgermeister - 1945 - 1973 : Oskar Kalbfell, SPD, Oberbürgermeister - 1973 - 1994 : Dr Manfred Oechsle, CDU, Oberbürgermeister - 1995 - 2003 : Dr Stefan Schultes, CDU, Oberbürgermeister - 2003 - 2019 : Barbara Bosch, Oberbürgermeisterin - 2019 - : Thomas Keck, Oberbürgermeister |

Les maires sont élus pour une durée de huit ans ; le mandat 2003-2011 de Barbara Bosch a été renouvelé en février 2011.

## Jumelage
La ville de Reutlingen est jumelée avec :
- Roanne (France) depuis 1958
- Ellesmere Port and Neston (Angleterre) depuis 1966
- Bouaké (Côte d'Ivoire) depuis 1970
- Aarau (Suisse) depuis 1986
- Douchanbé (Tadjikistan) depuis le 24 mars 1990
- Szolnok (Hongrie) depuis 1990
- Reading (États-Unis) depuis 1998
- Pirna (Allemagne)

- Export Akademie et l'ISEG - jumelage universitaire

## Personnalités nées à Reutlingen
- Alice Haarburger (1891-1942), peintre allemande
- Christophe Malavoy (1952-), acteur français
- Friedrich List (1789-1846), économiste
- Emil Span (1869–1944), peintre allemand établi au Costa Rica
- Friedrich Wilhelm Schnitzler (1928-2011), homme politique
- Rudolf Yelin (1864-1940), peintre
- Donatien Gouraud (1952-) Médecin spécialiste de rééducation pédiatrique

## Curiosité

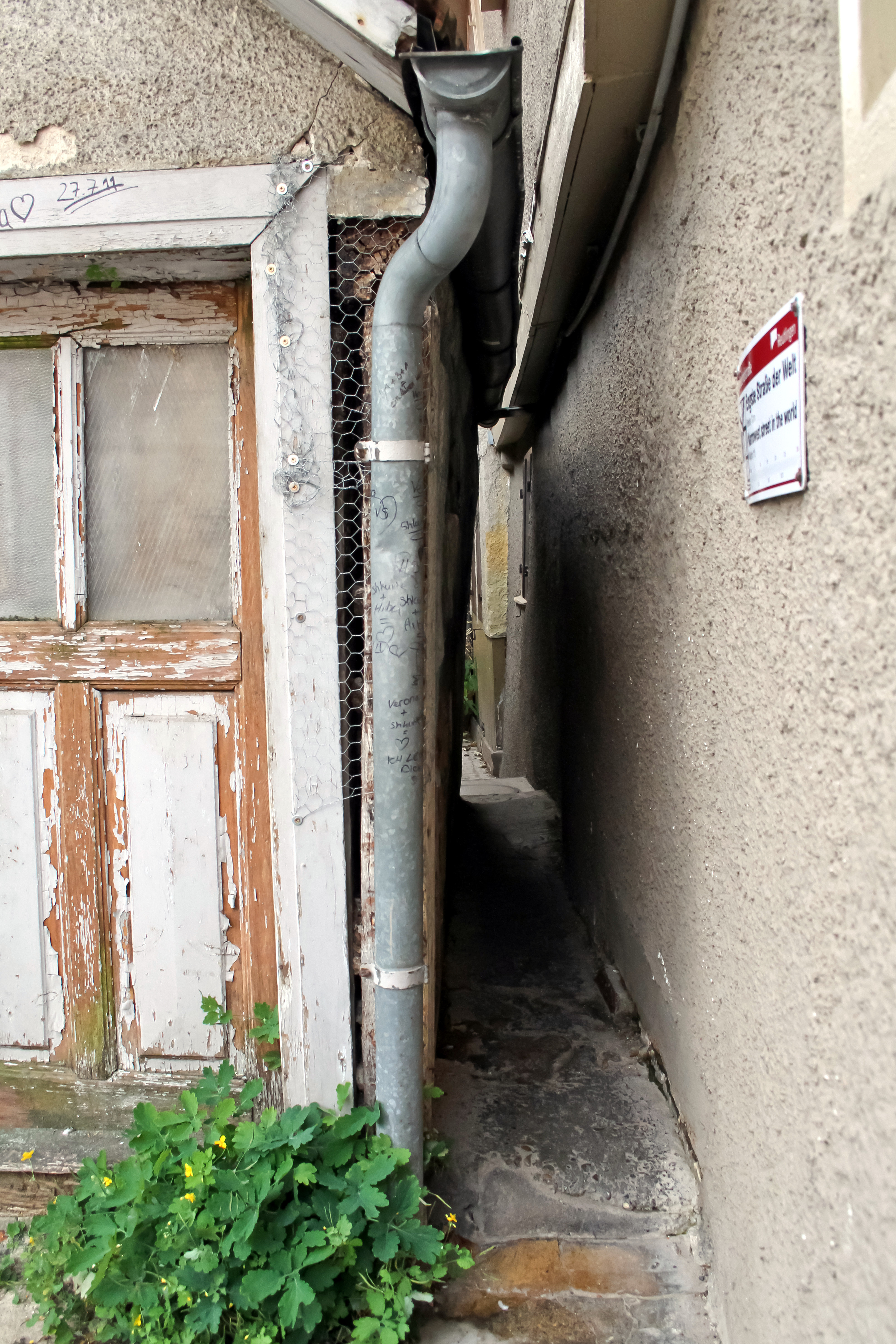
La Spreuerhofstraße.

La Spreuerhofstraße est selon le Livre Guinness des records la rue la plus étroite au monde avec une largeur moyenne d'environ 40 cm. À son point le plus étroit, la rue ne mesure que 31 cm de large.